# Pedro Sáez Montejo
Pedro Sáez Montejo (nacido en 1953) fue miembro del Buró Político y Primer Secretario del Comité Provincial del Partido Comunista de Cuba en Ciudad de La Habana.

## Biografía

### Inicios
Comenzó sus actividades laborales en la Escuela Militar Camilo Cienfuegos, en Santa Clara. 
En 1975 fue desmovilizado de las Fuerzas Armadas Revolucionarias de Cuba con el fin de asumir el cargo de Jefe de Sección de Historia y Solidaridad en el Comité Provincial de la Unión de Jóvenes Comunistas de Las Villas. En 1984 fue parte del Comité Nacional, llegando a ser Jefe del Departamento de Organización. 

### Ascenso
Posteriormente fue miembro del Buró Nacional y 2.º secretario del Comité Nacional hasta 1988, en que fue parte de la misión internacionalista en Angola. Fue 1.er Secretario del Partido Comunista de Cuba en las provincias de Sancti Spíritus y La Habana.
Fue delegado al III, IV y V Congresos del Partido, y en este último, fue miembro del Comité Central y del Buró Político. Fue diputado en la III, IV, V, VI y VI Legislaturas de las Asambleas del Parlamento Cubano y Miembro del Consejo de Estado desde el 2002.

### Destitución
En 2009, fue destituido de todas sus responsabilidades políticas en Cuba. Al respecto, el entonces presidente cubano Raúl Castro afirmó:
"Por su parte, Pedro Sáez Montejo, dando muestras de superficialidad incompatibles con el cargo de Primer Secretario del Partido en Ciudad de La Habana, infringió normas del trabajo partidista, lo cual fue discutido con él por una comisión del Buró Político, presidida por mí e integrada por los compañeros José Ramón Machado Ventura y Esteban Lazo Hernández."
Pocos después, fue sustituido por Lázara Mercedes López Acea, quien pertenecía desde 1997 al Comité Central del Partido Comunista de Cuba.